# Cápsula de café

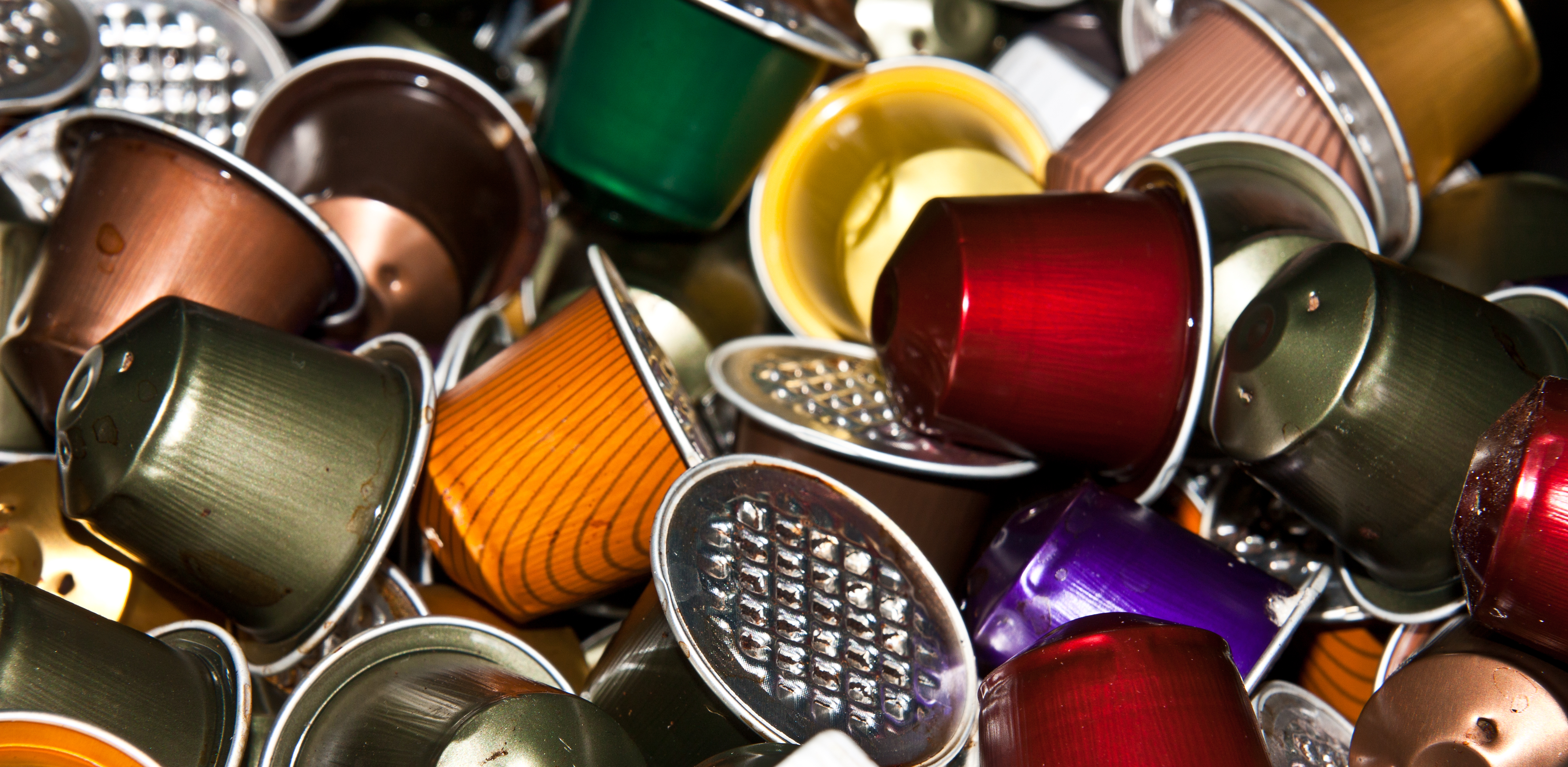
Cápsulas de café Nespresso.

Una cápsula de café es una dosis para una porción (de aprox. 7 gramos) de café en polvo en una bolsita de filtro (parecida a una bolsita de té), con la cantidad suficiente para una taza de café. Las cápsulas de café no se pueden utilizar en una máquina de café convencional, sino en una máquina de café determinada (normalmente del mismo fabricante).
Las cápsulas de café fueron inventadas en 2001 por Douwe Egberts junto Philips para el sistema Senseo. Sin embargo, se basan en las cápsulas de espresso de la empresa Illy y del inventor italiano Antonino Di Leva.
La mayoría de las cafeteras son de una sola taza, lo que las hace populares porque no obligan al usuario a preparar una cafetera entera cuando sólo necesita una taza. Otra gran ventaja del uso de las cápsulas que no necesita limpieza posterior, ya que son desechables.
Tras el éxito de las cápsulas de café, también se han lanzado al mercado finas cápsulas para te y cápsulas gruesas de capuchino (con leche en polvo), así como cápsulas de chocolate (con leche y cacao en polvo). El coste por gramo del café en cápsulas frente al café convencional es mucho mayor. Además para evitar los sabores desagradables(ácido y salado) de la subextracción(el agua pasa poco tiempo en contacto con el café), para corregir este defecto los cafés en cápsulas se tuestan más, con lo que la calidad del café que va en su interior no es muy buena.

## Tipos de cápsulas

### Cápsulas FAP
Este tipo de cápsulas están fabricadas en plástico y pueden contener hasta 7 gramos de café. Tienen perforaciones en la parte superior e inferior.
Según el diámetro superior, podemos clasificar este tipo de cápsulas entre:

### Cápsulas Fap 39
El diámetro superior es de 39 mm y funcionan con cafeteras tipo Espresso Point. Algunas cafeteras que utilizan este tipo de cápsulas son Polti Espresso, Taurus CoffeMotion, Lavazza Espresso Point o Princess, entre otras.

### Cápsulas Fap 36
El diámetro superior es de 36 mm y son compatibles con cafeteras Termozeta o Espresso Cap.

### Cápsulas Nespresso originales o compatibles
Son cápsulas que sólo se pueden utilizar con cafeteras Nespresso. Contienen unos 5 gramos de café molido Según el material con el que se fabrican podemos realizar la siguiente clasificación

### Cápsulas de aluminio
Utilizadas inicialmente por la marca original Nespresso. Son cápsulas fabricadas en aluminio y están cerradas herméticamente en su parte superior, lo que permite una perfecta conservación del café ya que no deja entrar el oxígeno para que no se oxide el café molido del interior. En la preparación del café, la cafetera perfora la cápsula para que el agua pueda traspasar el café. La cantidad de café que hay dentro de una cápsula de aluminio son aproximadamente 5,5 gramos. 

### Cápsulas autoprotegidas
Cápsulas de plástico cerradas en la parte superior con una tapa, normalmente de aluminio. Se denominan cápsulas “autoprotected” o auto protegidas. Al igual que en el caso de las cápsulas de aluminio, la cafetera tiene que perforar la cápsula para permitir el paso del agua.

### Cápsulas de plástico con aperturas en la parte inferior y superior
Estas cápsulas necesitan un envoltorio, de lo contrario el aire exterior deterioraría la calidad del café molido del interior.

### Cápsulas Caffitaly
Este sistema de cápsulas se creó en Italia en el año 2004. Cada cápsula puede contener hasta  8 gramos de café aproximadamente 1 gramo más que las cápsulas Fap y 3 gramos más que las cápsulas Nespresso. El sistema Caffitaly es un sistema de cápsulas “libre”. Cualquier marca de café puede envasar en este tipo de cápsulas. Las principales marcas de Cápsulas Caffitaly son Stracto, Fortaleza, Chicco d'Oro, Crem CAFFÉ y ÉCaffé.

## Galería

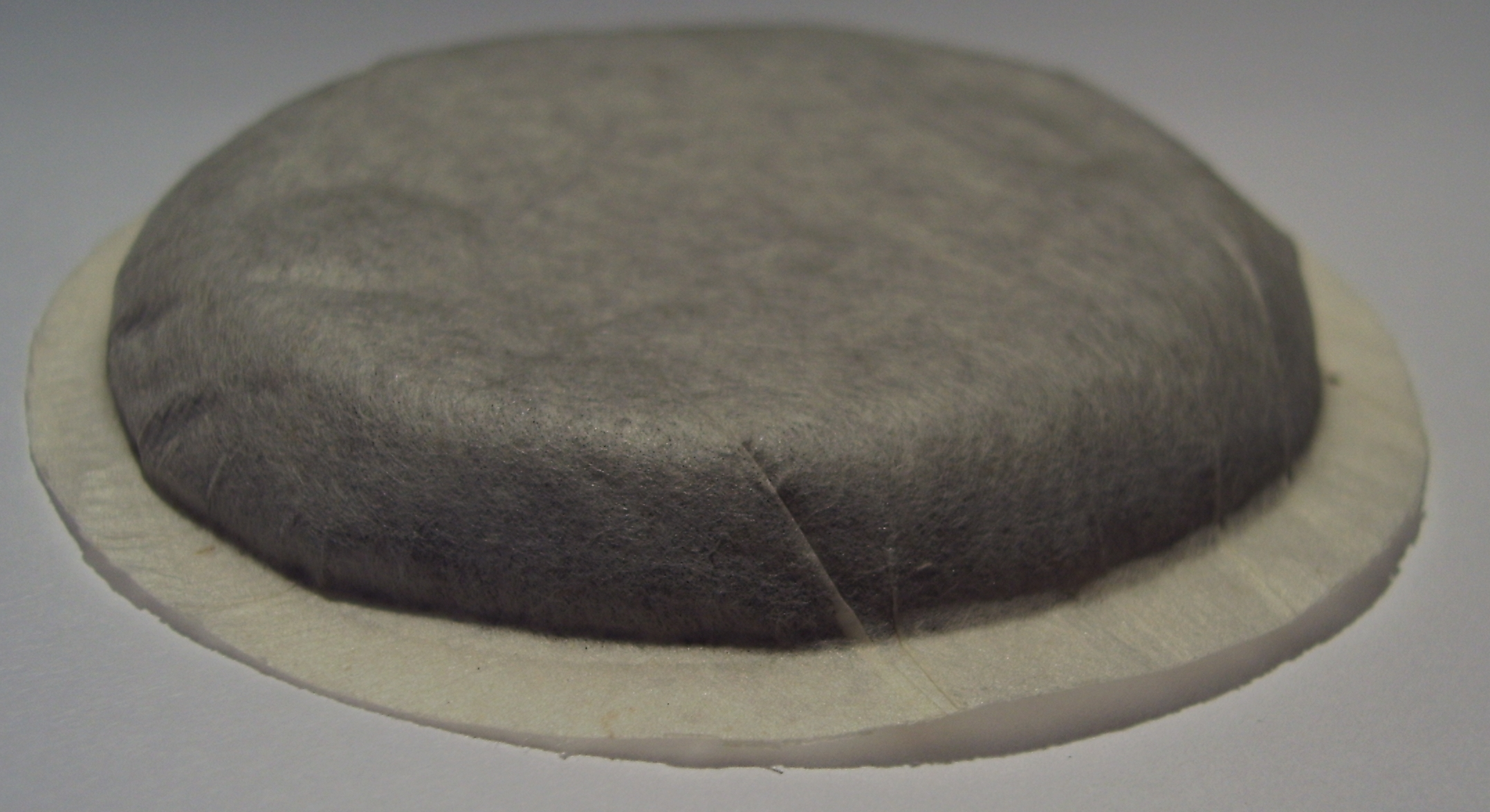
Cápsula de café original de Senseo boca abajo.
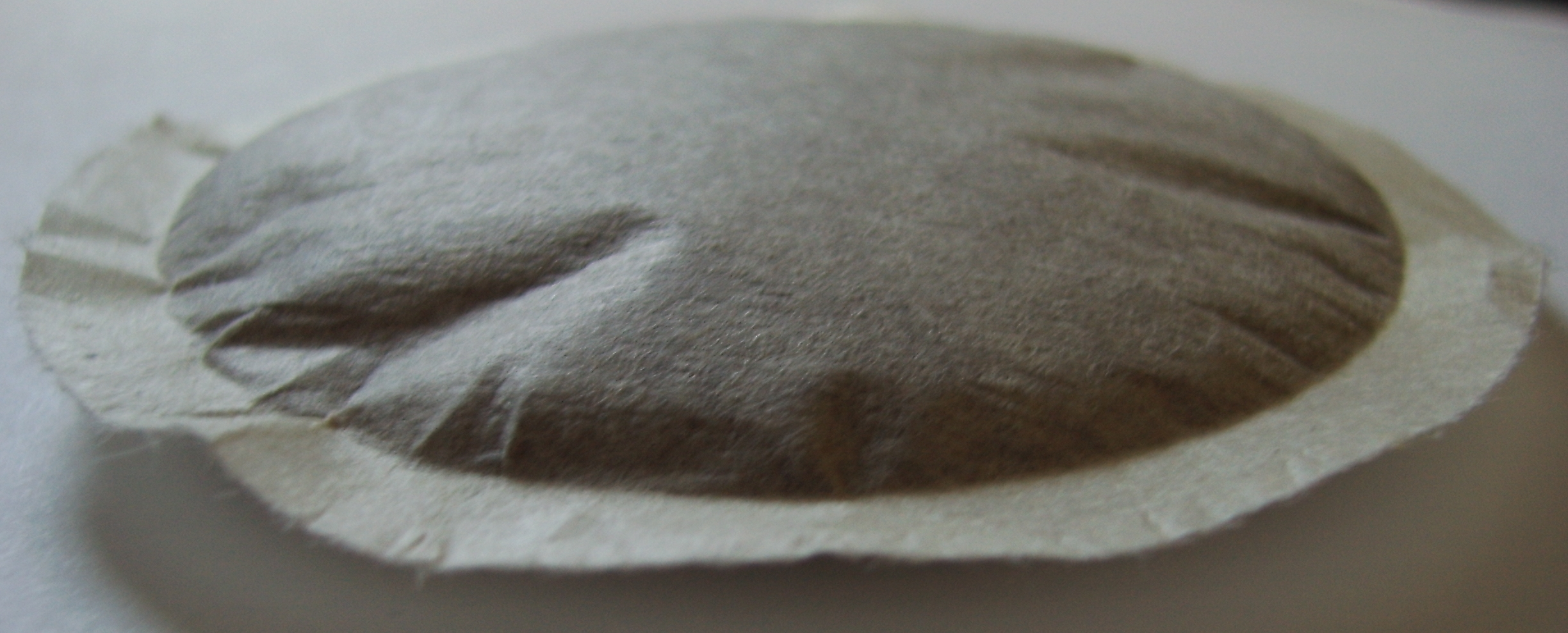
Cápsula de otra marca, ambas caras son idénticas.
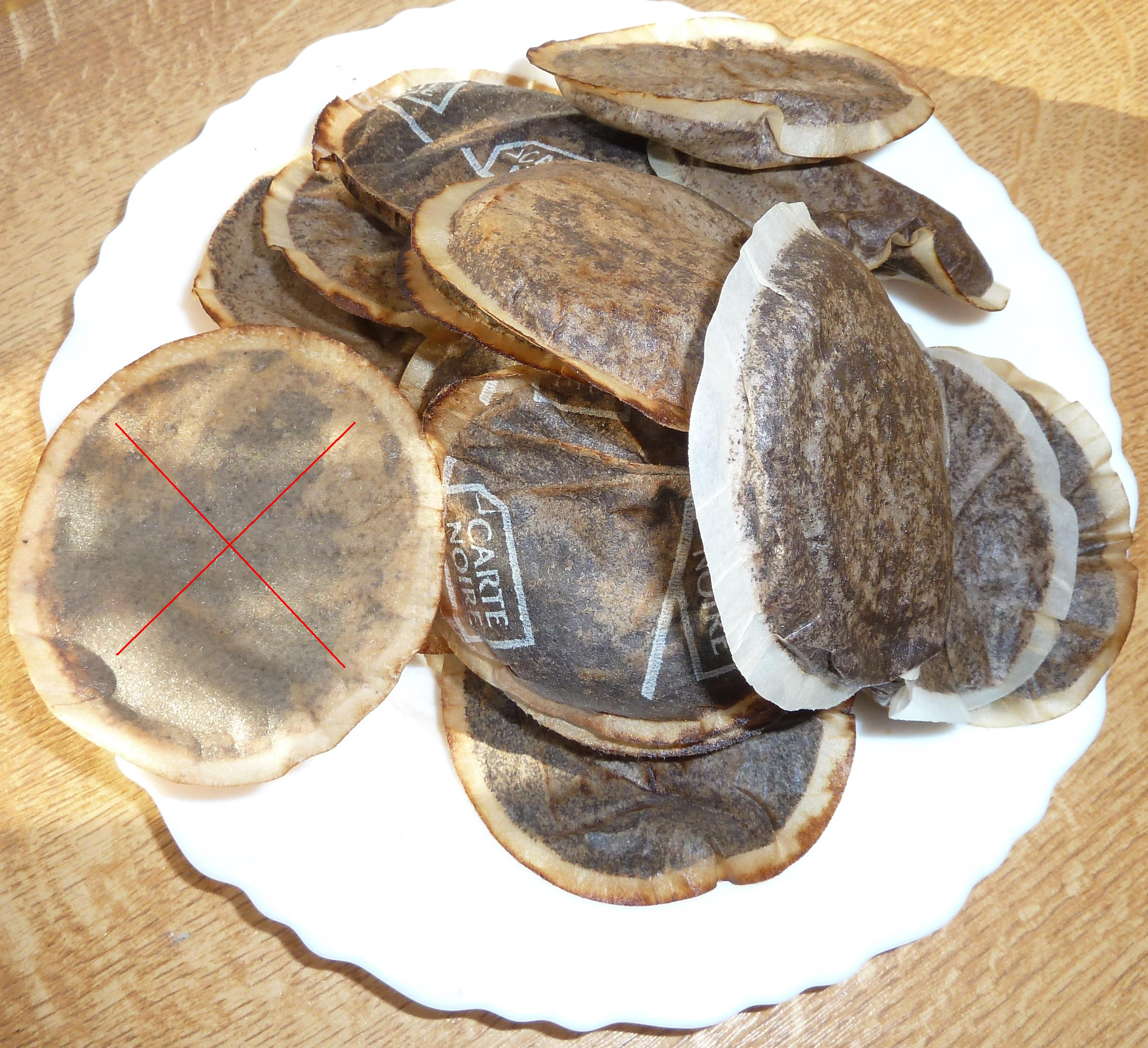
Las cápsulas usadas son biodegradables, salvo aquellas con una cámara de plástico.